# ボス魂
『ボス魂』（ボスだま）は、2010年7月10日から2015年3月14日までミヤギテレビで放送していたローカルトークバラエティ番組。

## 概要
東北・宮城県を代表するトップ企業の社長や組織・団体の代表「ボス」をゲストに迎えて、「理想のボス」像を探る番組。「ボス」の普段食べている朝食を作ったり、「ボス」の人柄や仕事に対する想いなどを語る、25分間のトークバラエティ。
番組は毎月第2土曜日の放送で、同じく月に1回のペースで放送される『月刊 元気一番"生"テレビ』とは違って東北7県でのブロックネットはされていない。

## 東日本大震災
2011年3月12日に放送予定だった第9回は、前日の3月11日に発生した「東北地方太平洋沖地震（東日本大震災）」の影響で放送が休止された。その後、ミヤギテレビの番組編成が整ってきたことから、約1か月遅れの4月9日に放送された。

## 出演者

### キャスター
- 安斎摩紀（ミヤギテレビアナウンサー、2012年10月13日 - 2015年3月14日）
- 三雲茂晴（ミヤギテレビ報道制作局次長、2012年10月13日 - 2015年3月14日）

### ナレーター
- 高橋佳生

## 過去の出演者

### キャスター
- 浮ヶ谷美穂（ミヤギテレビアナウンサー、2010年7月10日 - 2012年9月8日）
- 竹鼻純（当時：ミヤギテレビ解説委員、2010年7月10日 - 2012年9月8日）

### リポーター
- 永峯良（2010年7月10日 - 2011年2月12日）

## 放送時間
- 毎月第2土曜日 11:00 - 11:25 ※ハイビジョン放送